# オムニノーバ・テクノロジー
オムニノーバ・テクノロジー(OmniNova Technology AB)は、1997年に設立されたスウェーデンの会社。ABボルボの子会社であるボルボバスが35%、英国のエンジニアリング会社のスウェーデン子会社TWRスウェーデンが65%の出資でバス生産工程の開発およびバスコンポーネントの製造をおこなうためにスウェーデンウッデヴァッラ(sv:Uddevalla)に設立した。
TXプラットフォームのフレームの製造、ルノー・マスターをベースとしたノンステップバス「マキシライダー」や「マルチライダー」、およびフルサイズバンのタクシー車両「TaxiRider」の製作などをおこなっていた。
2001年4月にボルボバスが65%に出資比率を引き上げたが、2002年8月に破綻した。ボルボバスは現在、全株式を取得し100%子会社となっている。現在の社名はAcrivia AB。

## 参考
- VOLVO Annual Report 1998
- THE VOLVO GROUP FINANCIAL REPORT 2003